# Прихабское
Прихабское — озеро в муниципальном образовании «Себежское» (в части бывшей Томсинской волости Себежского района Псковской области, в 25 км к северо-востоку от города Себежа и в 5 км к востоку от деревни Томсино.
Площадь — 1,2 км² (122 га, с островами — 125 га). Максимальная глубина — 3,8 м, средняя глубина — 1,4 м.
Проточное. Озеро относится к бассейну реки Веть — притока Исса бассейна реки Великая.
Тип озера плотвично-окуневый. Массовые виды рыб: щука, плотва, окунь, ерш, язь, красноперка, карась, вьюн.
Для озера характерны: в прибрежье — луга, леса, болото; в литорали — ил, песок, заиленный песок, в центре — ил; бывают заморы.